# Stillinge Strand
Stillinge Strand er en strand og en kyst- og sommerhusby ved Storebælt på Sydvestsjælland med 354 indbyggere  (2024). Stillinge Strand er beliggende i Kirke Stillinge Sogn ved Musholm Bugt to kilometer vest for Kirke Stillinge og 11 kilometer vest for Slagelse. Byen tilhører Slagelse Kommune og er beliggende i Region Sjælland.

## Stranden
Stranden ved Stillinge Strand er bred, og sandet er fint. Den er børnevenlig og fremkommelig for kørestolsbrugere. Stranden er tildelt den internationale miljø-udmærkelse Blå Flag. Fra kysten ved Stillinge Strand er der mod sydvest udsigt til Storebæltsbroen og mod nordvest til den ubeboede ø Musholm.

## Strandengene
Strandengene ved Stillinge Strand har en unik flora med flere sjældne planter. På strandengene finder man i april og maj måned nikkende kobjælde. I perioden fra juni til august blomstrer bakkenellike. Biologen Annli Jæger Rasmussen har i perioden 1959 - 2009 bestemt planter og lavet en floraliste for strandengene ved Bildsø Strand og Stillinge Strand. Floralisten med strandengenes planter, udarbejdet af Annli Jæger Rasmussen, omfatter i alt 75 forskellige planter. I artslisten er kun medtaget 4 tals og 5 tals blomsterplanter. De tokimbladede og græsser er ikke medtaget.

## Galleri
- Nikkende kobjælde på strandengene ved Stillinge Strand den 31. maj 2021.
- Bakkenellike på strandengene ved Stillinge Strand, den 9. juli 2021.
- Storkenæb på strandengene ved Stillinge Strand den 11. juli 2023
- Strandcentrum, 2022

## Faciliteter
De fleste af Stillinge Strands faciliteter er samlet i området omkring vejkrydset, hvor Stillinge Strandvej, Stillingevej, Drøsselbjergvej og Kongsmarkvej mødes. Her er der supermarked, forretninger og forskellige spisesteder, restauranter, ishuse og caféer. Ved Stillingevej er der parkeringsplads og busstopsted. På hjørnet af Drøsselbjergvej og Stillinge Strandvej ligger et offentligt torv med legeplads, bænke og cykelparkering. Offentlig toiletbygning med handicaptoilet og udendørs brusere er placeret på et lille torv ved badestranden for enden af Stillinge Strandvej. På torvet ved badestranden er der også cykelparkering.
På badestranden har Slagelse Kommune etableret en offentlig bane til beachvolleyball. Sankthansaften den 23. juni er der hvert år flere sankthansbål langs kysten ved Stillinge Strand. Sankthansbålene er tilrettelagt af strandens grundejerforeninger eller på privat initiativ. 
Der er 1,5 kilometer fra strandcentrum ved Stillinge Strand til Bildsø Skov, der ligger nord for Stillinge Strand. Kongsmark Strand ligger cirka 1 kilometer syd for strandcentrum af Stillinge Strand.
Der er gang- og cykelsti mellem Stillinge Strand og Slagelse by. Strækningen fra Stillinge Strandvej til Valbygårdsvej i Slagelse by er cirka 8,5 km.
For at skabe en mere miljømæssig forsvarlig spildevandskloakering blev hele sommerhusområdet ved Stillinge Strand kloakeret i perioden 2016 - 2017. Spildevandet pumpes til Korsør Renseanlæg. Før kloakeringen havde de enkelte sommerhuse og ejendomme i området private løsninger for eksempel nedsivningsanlæg eller samletanke.

## Vejskilte og vejnavne
I 1949 tog strand- og grundejerforeningen i Stillinge initiativ til, at vejene ved sommerhusene fik navn. Det blev samtidig besluttet at opstille 50 store granitsten med de forskellige vejnavne. Stenhugger Brinkløv, Sct. Mikkelsgade i Slagelse stod for udførelsen og opsætning af vejstenene. Det blev dengang (1949) også besluttet, at vejene ved Stillinge Strand skulle have navne efter blomster og fugle. I dag har Slagelse Kommune opsat vejskilte i metal på alle vejene ved Stillinge Strand, men mange steder er de fine granitsten med vejnavnet stadig bevaret.

## Sport
2. etape af Tour de France 2022 gik gennem Stillinge Strand. Etapen blev kørt lørdag den 2. juli 2022. Startbyen for 2. etape var Roskilde og målbyen var Nyborg. Ruten gennem Stillinge Strand fulgte kysten langs Storebælt ad Drøsselbjergvej og Kongsmarkvej.